# Свен II Эстридсен
Свен II Эстридсен (Свейн Эстридсон) Ульфсон (др.-сканд. Sveinn Ástríðarson,
дат. Svend 2. Estridsen; 1020 — 28 апреля 1076) — король Дании. Родоначальник династии Эстридсенов, хотя по матери принадлежал к династии Горма, а по отцу — полулегендарной династии Мунсё (швед. Munsö).

## Биография

### Молодые годы
Сын Эстрид (сестры Кнуда Великого) и ярла Ульфа, фактического правителя Дании в отсутствие Кнуда. В детстве жил в Англии в качестве заложника при дворе Кнуда, пока его отец был наместником в Дании. После убийства в 1026 году Ульфа по приказу Кнуда, бежал в Швецию, где провел более 13 лет на службе у конунга Анунда Якоба, у которого впоследствии всегда находил поддержку.

### Борьба за трон
После смерти Кнуда Свен вернулся в Данию, где правил сын последнего — Хардекнуд. В 1039 году он был назначен наместником Дании, пока Хардекнуд правил в Англии. После смерти в 1042 году последнего потомка Горма Старого по мужской линии Хардекнуда, согласно договорённости датская корона досталась норвежскому королю Магнусу I. Тем не менее, претензии Свена, как сына сестры Кнуда Великого Эстрид и ярла Ульфа, были расценены как обоснованные.
В результате борьбы с Магнусом добился титула ярла Дании и в этом качестве участвовал в войне с вендами; однако после того, как датская знать в Виборге провозгласила его королём, борьба опять возобновилась. Магнус вернулся из Норвегии и вынудил Свена покинуть Данию. Магнус трижды разбил Свена в морских сражениях. Тот вступил в союз с вернувшимся из Византии дядей Магнуса Харальдом, претендовавшим на владение Норвегией. Магнус расстроил этот союз, сделав в 1046 году Харальда своим соправителем в Норвегии, и продолжил войну со Свеном. Однако в 1047 году Магнус умер. Утверждается, что он перед смертью провозгласил своими наследниками: в Дании — Свена, а в Норвегии — Харальда.
Свен по возвращении в Данию на тингах Ютландии и Зеландии был провозглашен конунгом Дании. Харальд, не согласившись с таким разделом, начал войну с Данией. Датчане потерпели множество поражений, в 1050 году Харальд разграбил и сжег дотла главный торговый центр Дании — Хедебю; в морском сражении у острова Ниссан (швед. Nissan) весной 1062 года (согласно Снорри Стурлусону) Свен чудом избежал гибели. Несмотря на постоянные военные неудачи, Свен неизменно находил поддержку у датчан, и норвежцам не удавалось надолго закрепиться в Дании.
Кроме войны за датскую корону Харальду пришлось отвлекаться на пограничные войны со Швецией, а также подавлять выступление недовольных в самой Норвегии. Поэтому в 1064 году Харальд сам отказался от своих притязаний на Данию. Встретившись, Свен и Харальд заключили мир, признав друг друга законными правителями и оставив неизменными границы своих королевств. Именно к Свену в 1066 году приехал за помощью Тостиг Годвинсон, опальный брат короля Англии Гарольда II Годвинсона. Получив отказ, Тостиг был вынужден обратиться к королю Норвегии Харальду.
В 1067 году, после гибели в предыдущем году Харальда в битве при Стамфорд-Бридже, Свен предъявил права на Норвегию. Однако, встретив отпор со стороны сына Харальда Олафа Тихого, отказался от своих претензий и заключил с ним мир на тех же условиях, что и с его отцом.
Возможно, как наследник Кнуда, он считал, что имеет права и на английскую корону; так или иначе, в 1069 году он послал огромный флот (до 300 кораблей) на помощь Эдгару Этелингу в борьбе с Вильгельмом I Завоевателем, и в следующем году даже сам прибыл в Англию. Однако, захватив Йорк и встретив армию Вильгельма, предпочел получить большой выкуп и вернулся с флотом обратно в Данию.

### Правление в Дании

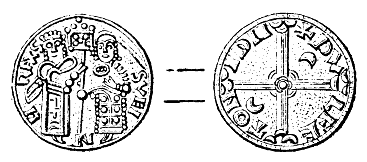
Монета Свена Эстридсена.

В Дании, территория которой к этому времени занимала территорию Шлезвига, современной Дании (Ютландия, Зеландия, Фюн, Борнхольм), Сконе и Халланда (последние на территории современной Швеции), Свен стремился к упрочению и централизации королевской власти. В этом он искал и получал поддержку церкви; к концу его правления христианство распространилось по всей территории страны. В то же время, не желая, чтобы Дания попала в сферу влияния Священной Римской империи, поскольку Дания относилась к ведению архиепископа Гамбурга-Бремена, Свен стремился к открытию собственной митрополии. Это его желание совпало с желанием нового папы Григория VII вернуть империю под контроль святого престола. Однако это не было осуществлено из-за смерти Свена.
Хронист Адам Бременский, посетивший двор Свена, был хорошо им принят. Рассказы Свена о своих деяниях, предках и прилегающих к Дании землях были занесены Адамом в его труд «Деяния архиепископов гамбургской церкви» (1070—1075), который является одним из основных источников информации о ранней истории Скандинавии.
Умер Свен II 28 апреля 1076 года. Похоронен в соборе в Роскилле.

### Семья
Свен был дважды женат. Первая жена Гунхильда была дочерью норвежского ярла Свейна Хаконссона (вдова Анунда ), одного из союзников Свена. Она умерла в 1060 году. Тогда же Свен женился на дочери шведского короля Эмунда Старого (по другим источником Анунда Якоба) Гюде. Из-за близкого родства (Эмунд приходился Свену двоюродным братом) ему пришлось развестись с ней. Но это не помешало ему иметь множество детей (не менее 19) от разных женщин. Из его сыновей  пятеро были королями Дании, ещё один участвовал в Первом крестовом походе.